# Piila
Koordinaten: 58° 25′ N, 22° 33′ O
Piila (deutsch Pihla) ist ein Dorf (estnisch küla) auf der größten estnischen Insel Saaremaa. Es gehört zur Landgemeinde Saaremaa (bis 2017: Landgemeinde Lääne-Saare) im Kreis Saare.

## Einwohnerschaft und Lage
Das Dorf hat 39 Einwohner (Stand 1. Januar 2016). Seine Fläche beträgt 12,93 km².
Der Ort liegt 18 Kilometer nordwestlich der Inselhauptstadt Kuressaare. Er wurde erstmals 1645 urkundlich erwähnt.

## Orthodoxe Kirche
Die orthodoxe Kirche von Piila wurde im Jahr 1873 erbaut. Sie trägt den Namen des Erzengels Michael. Das Gotteshaus mit seiner Zentralkuppel und den vier kleineren Kuppeln der Ecktürme wurde auf dem Grundriss eines griechischen Kreuzes errichtete.
Der Typenbau wurde von dem in Hamburg geborenen Architekten Heinrich Carl Scheel (1829–1909) geplant. Die Ikonostase stammt aus dem Jahr 1852; sie wurde durch spätere Werke ergänzt. Bei der Kirche befindet sich der Friedhof des Ortes.
Die Gemeinde von Pihla untersteht heute der Estnischen Apostolisch-Orthodoxen Kirche (EAÕK).